# Brizeaux
Brizeaux ist eine französische Gemeinde mit 62 Einwohnern (Stand: 1. Januar 2022) im Département Meuse in der Region Grand Est. Sie gehört zum Kanton Dieue-sur-Meuse und zum Arrondissement Bar-le-Duc. 

## Geographie
Das Flüsschen Hardillon, das hier auch noch Thabas genannt wird, durchquert das Gemeindegebiet.
Brizeaux grenzt im Norden an Beaulieu-en-Argonne, im Osten an Foucaucourt-sur-Thabas, im Süden an Seuil-d’Argonne und im Westen an Éclaires.

## Bevölkerungsentwicklung
| Jahr      | 1962 | 1968 | 1975 | 1982 | 1990 | 1999 | 2008 | 2019 |
| --------- | ---- | ---- | ---- | ---- | ---- | ---- | ---- | ---- |
| Einwohner | 120  | 94   | 70   | 62   | 48   | 53   | 46   | 58   |

## Sehenswürdigkeiten
- Kirche Sainte-Marie-Madeleine